# Anello di fidanzamento

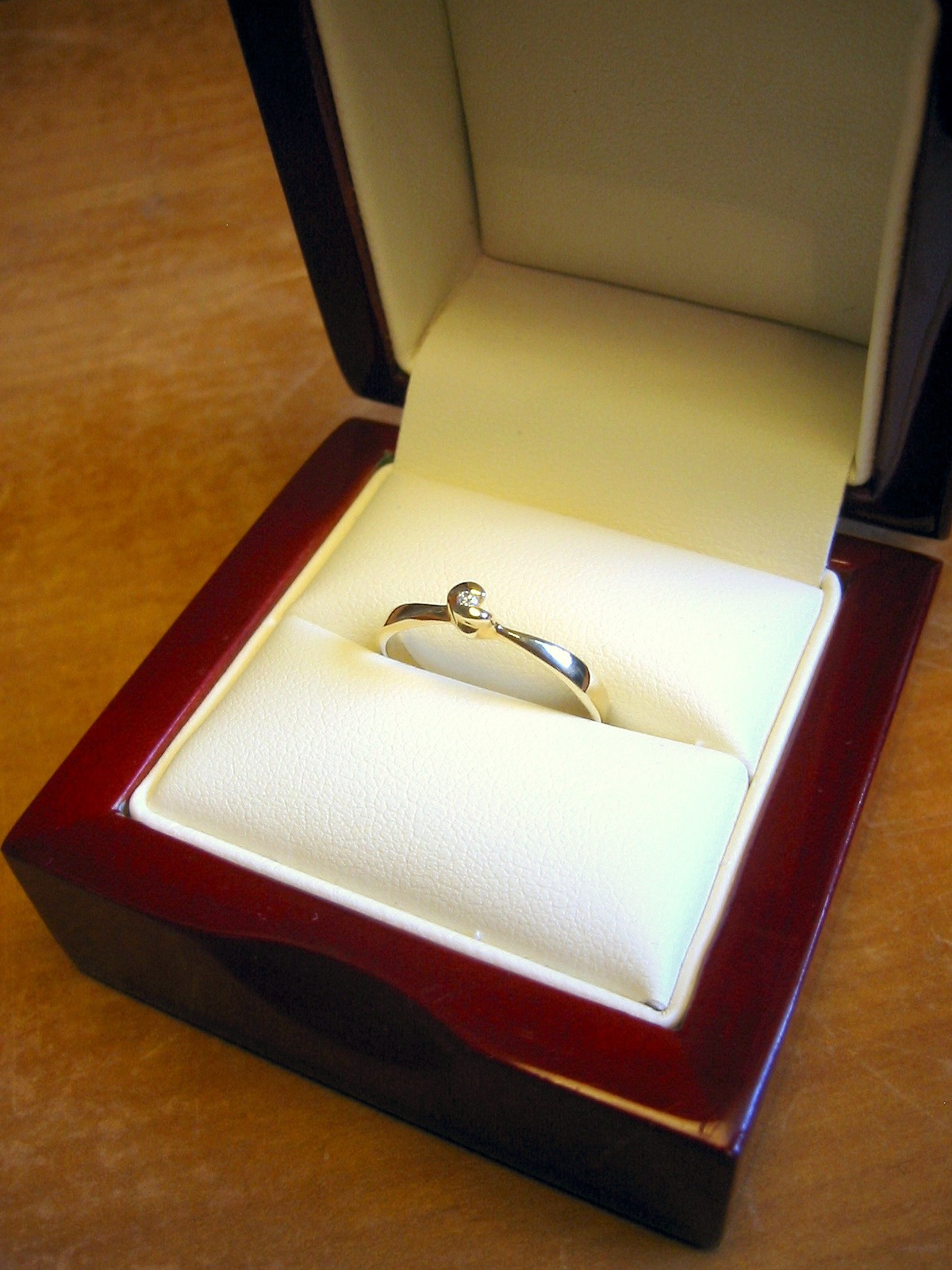
Anello di fidanzamento

L'anello di fidanzamento è un anello che viene regalato dal fidanzato alla propria fidanzata nel momento in cui propone matrimonio. Questa tradizione è presente per lo più nella cultura occidentale, mentre in altre anche l'uomo indossa un anello o questo è utilizzato anche come fede nuziale. L'anello è solitamente d'oro con gemme preziose, ad esempio diamanti, ad ornarlo e solitamente viene indossato sull'anulare sinistro, come la fede nuziale.
Tra le varie tipologie che si riscontrano più frequentemente ci sono:
- Solitario
- Verette
- Mezzafede (o fedina)

## Storia

### Nell'antichità
Anche se talvolta si crede che siano stati gli antichi egizi ad avere inventato l'anello di fidanzamento e che gli antichi greci ne abbiano adottato la tradizione, la storia dell'anello di fidanzamento può essere tracciata con sicurezza solo a partire dell'antica Roma.
Plinio ci racconta che fino alla fine del primo secolo dell'era volgare, gli anelli di fidanzamento erano di semplice ferro e solo successivamente si iniziò a utilizzare metalli più preziosi e a praticare incisioni. Gli studiosi si sono però divisi sull'interpretazione di questa informazione, poiché sin dalle età più antiche gli antichi romani hanno portato anelli molto sfarzosi e appariscenti. È possibile quindi che Plinio volesse esprimere una preferenza verso la semplicità dei costumi.
A partire dal II secolo a.C., venivano consegnati due anelli alla sposa, uno d'oro da indossare in pubblico e uno di ferro da portare in casa durante i lavori domestici. Ad oggi questi anelli vengono spesso portati a seconda della tradizione del paese, sull'anulare della mano sinistra o destra: infatti un tempo si credeva che questo dito contenesse una vena collegata con il cuore (vena amoris). Questa superstizione venne resa popolare da A treatise of Spousals, or Matrimonial Contracts (1686) di Henry Swinburne, ma la credenza ha avuto origine con il libro romano Noctes Atticae di Aulo Gellio, che a sua volta faceva riferimento a Sull'Egitto di Apione.
La credenza popolare secondo il quale l'anello di fidanzamento era parte del prezzo della sposa è stata messa in discussione da studiosi contemporanei.

### Medioevo
A metà del VII secolo d.C. il codice Visigoto prevedeva "che quando la cerimonia di fidanzamento si è conclusa, …, e l'anello deve essere donato o accettato come impegno, anche se non è necessario impegnarsi per iscritto, la promessa non potrà essere rotta sotto alcuna circostanza."
Nell'860, papa Niccolò I scrisse una lettera a Boris I di Bulgaria per rispondere alle sue domande a proposito delle differenze tra le pratiche della Chiesa Cattolica e di quella Ortodossa. Il papa descrive di come nella Chiesa Cattolica le ragazze ricevessero un anello di fidanzamento dal proprio fidanzato.
Nel 1477 venne commissionato il primo anello da fidanzamento di diamante conosciuto, dall'arciduca d'Austria Massimiliano I per Maria di Borgogna.

### Riforma protestante
Durante la Riforma Protestante, la fede divenne l'anello associato al matrimonio, rimpiazzando quello da fidanzamento. Nei Paesi cattolici questo cambiamento prese piede poco più tardi.
Secondo una credenza moderna, smentita da vari studiosi, nella da poco colonizzata Nuova Inghilterra, dove i Puritani evitavano di indossare ornamenti e gioielli, sia l'anello di fidanzamento che la fede erano rimpiazzate da un ditale e che alcune donne rimuovevano la parte chiusa del ditale per trasformarlo in un anello.

### Illuminismo
Durante l'Illuminismo divennero popolari sia gli Anelli segreti (formati da due o tre pezzi da riunire per formare poi l'anello nuziale) che gli Anelli di poesia (sulla superficie erano incisi dei versi), anche se successivamente vennero più utilizzati per esprimere i propri sentimenti che per indicare un fidanzamento formale.

### Epoca Vittoriana
I primi diamanti vennero ritrovati in Sud Africa nel 1866, anche se sembra che non siano stati identificati fino al 1867. A partire dal 1872, la produzione mondiale di diamanti superò il milione di carati l'anno; per questo motivo anche persone di più umili origini rispetto agli aristocratici poterono permettersi queste pietre preziose, nonostante per molto tempo gli anelli di fidanzamento di diamanti rimasero esclusivo appannaggio della nobiltà.

### XX secolo
Nel 1919, ebbe inizio negli Stati Uniti un crollo di popolarità degli anelli di fidanzamento che sarebbe durato per ben vent'anni, passando per la prima guerra mondiale e la grande depressione.
Nel 1938, quindi la De Beers, grande compagnia di estrazione e esportazione di diamanti, decise di avviare una campagna pubblicitaria nazionale al fine di rilanciare gli anelli di fidanzamento, affidandosi alla N. W. Ayer & Son. Ayer convinse attrici di Hollywood ad indossare anelli di diamante in pubblico e incoraggiò i fashion designer a discutere di questa nuova moda. Nella campagna si arrivò anche a suggerire la quantità di soldi da spendere per questo anello, ossia un mese di stipendio (ma negli anni '80 si arrivò a ben due). Tra il 1938 e il 1941 le vendite salirono del 55%, nel 1945 la sposa media indossava un anello di fidanzamento abbinato alla fede e nel 1947 Frances Gerety, una copywriter, introdusse lo slogan "Un diamante è per sempre": secondo una stima, già nel 1965, l'80% delle donne americane portava anelli di fidanzamento. In sostanza, la De Beers riuscì a persuadere i compratori che un anello di fidanzamento sia indispensabile e che i diamanti sono le uniche pietre degne di coronarlo. La campagna pubblicitaria ebbe anche il merito di introdurre per la prima volta il concetto di anello di fidanzamento in Giappone, che prima della seconda guerra mondiale era assolutamente sconosciuto.
Negli Stati Uniti, fino agli anni '30, un uomo che rompeva un fidanzamento poteva essere accusato di rottura di promessa e si potevano richiedere danni per la perdita economica dovuta a tutte le spese per il matrimonio annullato. L'indennizzo era molto più alto se la donna aveva avuto rapporti sessuali con il fidanzato. A partire dal 1935, queste leggi iniziarono a venire abrogate o limitate; l'anello di fidanzamento dunque divenne una forma di sicurezza finanziaria per la donna.

## Acquisto
Nel XX secolo, il tipico sposo occidentale sceglie e acquista in segreto l'anello di fidanzamento, che poi presenta alla propria fidanzata durante la proposta di matrimonio. Nei Paesi dove entrambi i partner indossano anelli di fidanzamento, i due possono sceglierli insieme e abbinati.
Come tutti i gioielli, il prezzo per un anello di fidanzamento varia considerevolmente in base ai materiali usati, il prezzo della pietra preziosa poi, dipende dal tipo e dalla qualità della gemma. I diamanti hanno caratteristiche standardizzate che ne influenzano il valore (le 4c), ma per altre gemme preziose come zaffiri, rubini, smeraldi, si usano metodi di valutazione differenti; essendo più popolari i diamanti generalmente vengono scelte pietre preziose diverse per onorare una tradizione di famiglia, per usare un cimelio di famiglia, per cercare di essere socialmente responsabili (e non essere associati ad esempio ai casi dei diamanti insanguinati o all'inquinamento causato dall'estrazione e lavorazione dell'oro), per adeguarsi a gusti personali o per contenere il costo dell'anello. Anche pietre sintetiche o sostituti dei diamanti come zirconia cubica e moissanite sono scelte popolari socialmente responsabili e riducono i costi mantenendo le apparenze.
L'usanza secondo la quale un uomo deve spendere una parte significativa delle proprie entrate annuali per un anello di fidanzamento andò ad originarsi durante la campagna pubblicitaria della De Beers: negli anni '30 insinuarono che un uomo avrebbe dovuto spendere non meno dello stipendio di un mese per l'anello di fidanzamento; più tardi arrivarono a suggerire una spesa di due mesi di stipendio.
Nel 2012, la media del costo di un anello di fidanzamento negli Stati Uniti è di 4.000 dollari americani, mentre nel Regno Unito va da 1.200 sterline a 2.000.
Ultimamente si usa anche comprare online gli anelli di fidanzamento.

## Proprietà legale

### Gran Bretagna
In Gran Bretagna, l'anello è considerato un regalo vero e proprio. A seguito del caso Jacob v Davis, questa condizione può venire smentita nel caso in cui l'anello sia donato a condizione che venga restituito nel caso in cui il matrimonio non abbia luogo.

### Stati Uniti
La tradizione prevede che se il fidanzamento viene rotto dall'uomo, la donna non è obbligata a restituire l'anello, ma può tenerlo come compenso per la sua "reputazione danneggiata". Legalmente invece, possono verificarsi delle eccezioni. In varie giurisdizioni degli Stati Uniti sono state presentate nuove leggi secondo le quali il fidanzato ha sempre il diritto di richiedere la restituzione dell'anello, che diventa a tutti gli effetti proprietà della sposa solo dopo il matrimonio. Talvolta l'anello viene considerato un regalo che la ragazza dovrà tenere sempre, in qualunque modo vada a finire la relazione. Recentemente alcune corti hanno determinato che la data in cui viene regalato l'anello è molto importante, perché se donato durante festività come San Valentino o Natale, l'anello verrà considerato come un regalo dovuto alla tradizione della festa.

## Stili
Gli anelli di fidanzamento, come ogni altro tipo di gioiello, possono avere differenti stili.
I metalli preferiti dai fidanzati sono oro e platino, ma vengono anche usati metalli comuni come titanio, argento e acciaio inossidabile. Questo permette agli sposi di esprimere i propri gusti individuali in modo semplice.
Negli Stati Uniti, dove gli anelli sono indossati dalle spose, la pietra preziosa più comunemente usata sin dal XX secolo è il diamante, specialmente se incastonato su un solitario (una sola pietra): questo tipo di anelli venne reso popolare da Tiffany & Co, quando nel 1886 l'azienda iniziò a produrre un anello con incastonatura a sei braccia. Un'altra tipologia molto apprezzata è quella con gemme laterali, ad esempio un grande diamante al centro e diamanti più piccoli ai due lati: questo tipo di anello è chiamato trilogy. Comunemente si pensa che i tre diamanti rappresentino il passato, il presente e il futuro della coppia, ma altri vi danno significati religiosi. Oggigiorno il taglio più comune del diamante è quello brillante, che rende la pietra più brillante.
Esistono poi anche i set da matrimonio o da sposa, che includono sia un anello di fidanzamento che una fede abbinati. Anche se la fede non deve essere indossata fino alle nozze, i due anelli generalmente vengono venduti insieme. Dopo il matrimonio, la sposa può decidere se fondere insieme i due gioielli. Esistono anche set da tre anelli, che comprendono un anello da fidanzamento ed entrambe le fedi.
Nei paesi nordici, gli anelli di fidanzamento vengono indossati da entrambi i fidanzati. Tradizionalmente sono dei semplici fili d'oro, anche se modelli più appariscenti e ornati stanno prendendo piede.
In Germania l'anello viene indossato sulla mano sinistra durante il fidanzamento e poi su quella destra una volta sposati.
In Polonia, Brasile e Turchia, l'anello di fidanzamento e la fede tradizionalmente devono essere indossati sulla mano destra, ma in epoca moderna questa pratica varia considerevolmente.

## Per uomini
In alcuni Paesi è comune che entrambi i fidanzati indossino un anello di fidanzamento. Gli anelli spesso sono costituiti da una striscia di metallo prezioso. Talvolta questo anello serve anche come fede per l'uomo. In Brasile, per esempio, lo sposo e la sposa di solito indossano una fede molto semplice sulla mano destra durante il fidanzamento. Dopo il matrimonio, l'anello viene spostato sulla mano sinistra. In Argentina, i due indossano un semplice anello d'argento sulla mano destra durante il fidanzamento e dopo il matrimonio questo anello viene sostituito dalla fede o spostato sulla mano sinistra.
Inoltre le proposte da parte di donne sono diventate più comuni negli ultimi anni, al punto che alcune compagnie di gioielli hanno iniziato a produrre anelli da fidanzamento per uomini: ricordano normali anelli maschili, spesso con un diamante al centro.
Secondo la tradizione, le donne dell'arcipelago britannico possono proporsi al proprio compagno solo durante un anno bisestile.